# Gaimardioidea
Gaimardioidea vormen een superfamilie van tweekleppigen uit de superorde Imparidentia.

## Families
- Gaimardiidae Hedley, 1916